# 栗田善太郎
栗田 善太郎（くりた ぜんたろう、1971年〈昭和46年〉4月10日 - ）は福岡県を拠点に活動するラジオパーソナリティ・ラジオディレクタ―・DJ・セレクター・ナレーター・タレント。
上智福岡中学校・高等学校・熊本学園大学卒業。福岡市出身。
父は福岡のラジオパーソナリティの草分け的存在・栗田善成。弟は福岡で活動するフリーランスライター・栗田真二郎（くりしん）。
九州・福岡を代表するラジオDJである。

## 人物
- 愛称は「くりぜん」。様々なラジオ番組にてメインパーソナリティを務めている。
- 高校生時代はバンドを組んで活動していたが、大学進学後は放送研究会で活動。目立ちたいからバンドをやっていたが、熊本の大学に進学したのでまたバンドをやるとしたら、いちからメンバーを集めて組み直すことになりそうなので、それよりはということで放送研究会に入った。放送界入りしたのも「たまたま大学で放送研究会にいたから」といったことを話している[1]。
- AMラジオ番組の担当が多かったが、FMに於いても1997年から1998年まで熊本シティエフエムでオンエアーされた「ジャム・ジャム・ハイスクール」でメインパーソナリティを務める。2006年4月からはCROSS FMでも番組を担当しており、2007年4月からは月〜木曜で帯のナビゲーターを務める（2007年4月から2008年9月は『CROSS POWER CAST』、2008年10月以降は『somewhere something』）。
- 2009年2月23日（午前9時頃）福岡市南区役所に婚姻届を提出し受理される。
- 音楽に詳しくコンサートに年50本ほど参戦し多くのミュージシャンとも交流しインタビューに定評がある。
- 2011年に株式会社BIGMOUTH（主にラジオ番組製作、タレントマネージメント）を設立し代表を務めている。
- 2015年には制作出演しcross fmで放送されたシーナ&ザ・ロケッツのシーナ追悼番組『HAPPY HOUSE~The Family's Starting Point』が平成27年日本民間放送連盟賞 九州・沖縄地区審査のエンターテインメント部門で優秀賞を受賞。更に第11回日本放送文化大賞 九州・沖縄地区審査会にて「日本放送文化大賞中央審査提出番組」所謂グランプリを授与される。
- 第６３回民間放送全国大会において第１１回日本放送文化大賞グランプリを授与される。
- 福岡圏で1週間に22時間の担当番組を持ちラジオ出演が最も高い福岡DJである。
- またディレクターとしてはWANIMA、SHISHAMO等の番組を担当。
- セレクターとしてはANTIQUINGの会場BGM を全て担当。
- 2018年3月放送NHK福岡放送制作、福岡発地域ドラマ『YOU MAY DREAM』企画協力・取材協力。
- 2018年5月に制作・出演し放送されたCROSS FM特別番組『Let the Good Times Roll!!』が平成30年日本民間放送連盟賞 九州･沖縄地区審査会に於いてラジオエンターテインメント部門1位を獲得し、全国審査へ進出。
- 2018年9月『Let the Good Times Roll!!』が平成30年日本民間放送連盟賞 ラジオエンターテインメント番組部門で、最優秀賞を獲得。
- 2019年4月オウンドメディア『Bigmouth WEB MAGAZINE』を立ち上げ編集長を務める。
- インタビュアーとしての評価が高く、過去に山下達郎、桑田佳祐、細野晴臣、佐野元春、松本隆などへもインタビュー経験がある。

## 現在の担当番組
CROSS FM
- MUSIC AMP（土曜19:00～21:00）

KBCテレビ
- アサデス。九州・山口（水曜　オンナTVナレーション）

NHK福岡放送局
- 六本松サテライト（第4土曜18:05～18:45。2023年4月22日 - )九州沖縄ネット 松隈ケンタとコーナーMC（VTR出演）

## 過去の担当番組
- 栗田善太郎のくりくりサタデーナイト（KBCラジオ、終了）
- くまもとコミかるネットワーク（RKKラジオ、終了）
- SUNDAY A GO GO!（KBCラジオ、終了）
- 土曜の朝は玲子におまかせ（KBCラジオ 7:00〜12:00。2007年9月まで担当）
- PAO〜N（KBCラジオ　12:00〜16:00 2004年4月から2008年9月まで金曜日に出演）
- CROSS POWER CAST（CROSS FM、月曜～木曜11:00～15:00）
- somewhere something（CROSS FM、水・木曜13:00〜17:00）
- スマイリー原島のRockin' special （CROSS FM、月一回の不定期番組、木曜20:00〜22:00、なお栗田善太郎名義の出演ではない。
- friday special 〜amigo amigo!!〜（CROSS FM、金曜14:00〜20:00）
- KBCラジオ カットラ!（KBCラジオ、日曜 22:00〜23:00）
- まいど! 栗田商店です!!（KBCラジオ、月曜〜金曜 12:00〜13:00。2011年4月 - 2013年3月）
- 森山日出一のラーメン3（KBCラジオ、金曜 24:30〜25:00。2005年4月 - 2015年9月25日）
- friday special ～THE PRESIDENTS ～（CROSS FM、金曜14:00〜20:00。2011年4月 - 2014年3月）
- サンデーおすぎ（KBCラジオ、日曜 12:00〜17:00。2008年10月5日 - 2016年9月25日）
- 徳永玲子の絵本の時間 おはなしマラソン（KBCラジオ、終了）
- SWITCH!!（CROSS FM、水・木曜10:00〜14:00。2014年4月 - 2017年9月）
- FRIDAY SPECIAL KURIZEN RADIO SHOW BAYSIDE FESTIVAL（CROSS FM、金曜10:00〜16:00。2014年4月 - 2017年9月）
- MUTE RADIO（KBCラジオ、土曜 24:05～24:30。2016年10月1日 - 2020年3月29日）
- 六本松サテライト（NHK福岡-FM、2020年4月 - 2023年3月、毎月第1〜3金曜 23:00 - 23:50） 松隈ケンタと共同MC[2]
- 空想労働シリーズ サラリーマン 第7・8話（2023年10月3日 - 10月10日、RKBラジオ） - 打ちっぱなし部隊 部長 役[3]（第7話）、ニセ・サラリーマン 役（第8話）

## 書籍
- 『シーナの夢 若松、博多、東京、HAPPY HOUSE』語り 鮎川誠　聞き手 栗田善太郎 寺井到 松本康（西日本新聞2016）